# ウエディング (映画)
ウエディング（原題:A Wedding）は、1978年のアメリカ映画。日本公開は1979年5月26日。

## 概説
ロバート・アルトマン監督のお得意のコメディタッチの群像ドラマである。結婚披露宴の準備から終了までを豪華キャストで悲喜交々なエピソードをコミカルに綴ったアルトマンらしい映画。ユニークでてんやわんやな出来事を時にシニカルに時にユーモラスに描く結婚式コメディ。

## キャスト
- キャサリン・"チューリップ"・ブレナー:キャロル・バーネット
- リーアム・"スヌークス"・ブレナー:ポール・ドゥーリイ
- エリザベス:ミア・ファロー
- ルイジ:ヴィットリオ・ガスマン
- ジュールス:ハワード・ダフ
- ネッティ:リリアン・ギッシュ
- リタ:ジェラルディン・チャップリン
- ビショップ:ジョン・クロムウェル
- キャンディス:ペギー・アン・ガーナー
- マシュー:マーク・R・デミング
- ラッセル:ティム・トーマーソン
- シェルビー:マータ・ヘフリン
- ディノ:ジジ・プロイエッティ
- クラリス:バージニア・ベストフ
- バンキー:ジェフ・ペリー

このほか、エキストラで当時まだ無名だったジョン・マルコビッチ、アラン・ワイルダー、ジョージ・ウェント、デニス・フランツが出演している。